# Parlamentswahl in Katalonien 2010
- ICV-EUiA: 10
- ERC: 10
- PSC: 28
- SI: 4
- Cs: 3
- CiU: 62
- PPC: 18

| Gewinn und Behauptung von Wahlkreisen:CiU behauptet WahlkreisCiU gewinnt Wahlkreis hinzuPSC behauptet WahlkreisERC behauptet WahlkreisERC gewinnt Wahlkreis hinzu | Relative Mehrheiten und Stimmenanteile nach Wahlbezirken:CiUCiU (weniger als 5 % Vorsprung)PSCPPERCICVC'sSI |

Die Parlamentswahl in Katalonien fand am 28. November 2010 statt. Sie endete mit Zugewinnen der bürgerlichen Parteien und Verlusten der regierenden 3-Parteienkoalition aus Sozialisten und Grün-Alternativen.

## Wahlmodus
Die 135 Abgeordneten des Regionalparlaments von Katalonien wurden in 4 Wahldistrikten gewählt: 85 im Wahldistrikt Barcelona, 17 im Wahldistrikt Girona, 15 im Wahldistrikt Lleida und 18 im Wahldistrikt Tarragona. Wahlberechtigt waren 5.363.688 Personen, von denen 3.152.630 (58,8 %) von ihrem Wahlrecht Gebrauch machten. Die Wahl erfolgte nach dem Verhältniswahlrecht und die Stimmenauszählung und Zuteilung der Mandate erfolgte im D’Hondt-Verfahren.

## Wahlkampf und Spitzenkandidaten
Der Wahlkampf war hauptsächlich von der Diskussion um die Wirtschaftskrise und deren Bewältigung geprägt. Es kam in Katalonien zu einem überproportional starken Anstieg der Arbeitslosigkeit, von dem überwiegend Jugendliche und Geringqualifizierte betroffen waren und zu einem Abfall der Wirtschaftsleistung, auch wenn Katalonien in beiden Indikatoren immer noch bessere Werte erzielte als das übrige Spanien. Ein weiteres Thema waren die verstärkte Immigration nach Katalonien, vor allem aus Ländern Lateinamerikas, Nordafrikas und auch Asiens. Außerdem war wie immer das Verhältnis Kataloniens zu Zentralspanien ein Thema. Zwei 2009 und 2010 neu gegründete sezessionistische Parteien Solidaritat Catalana per la Independència (unter der Führung des früheren Präsidenten des FC Barcelona Joan Laporta) und Reagrupament traten bei der Wahl an. Ebenfalls zum ersten Mal trat die neu gegründete katalanische Piratenpartei Pirates de Catalunya an.

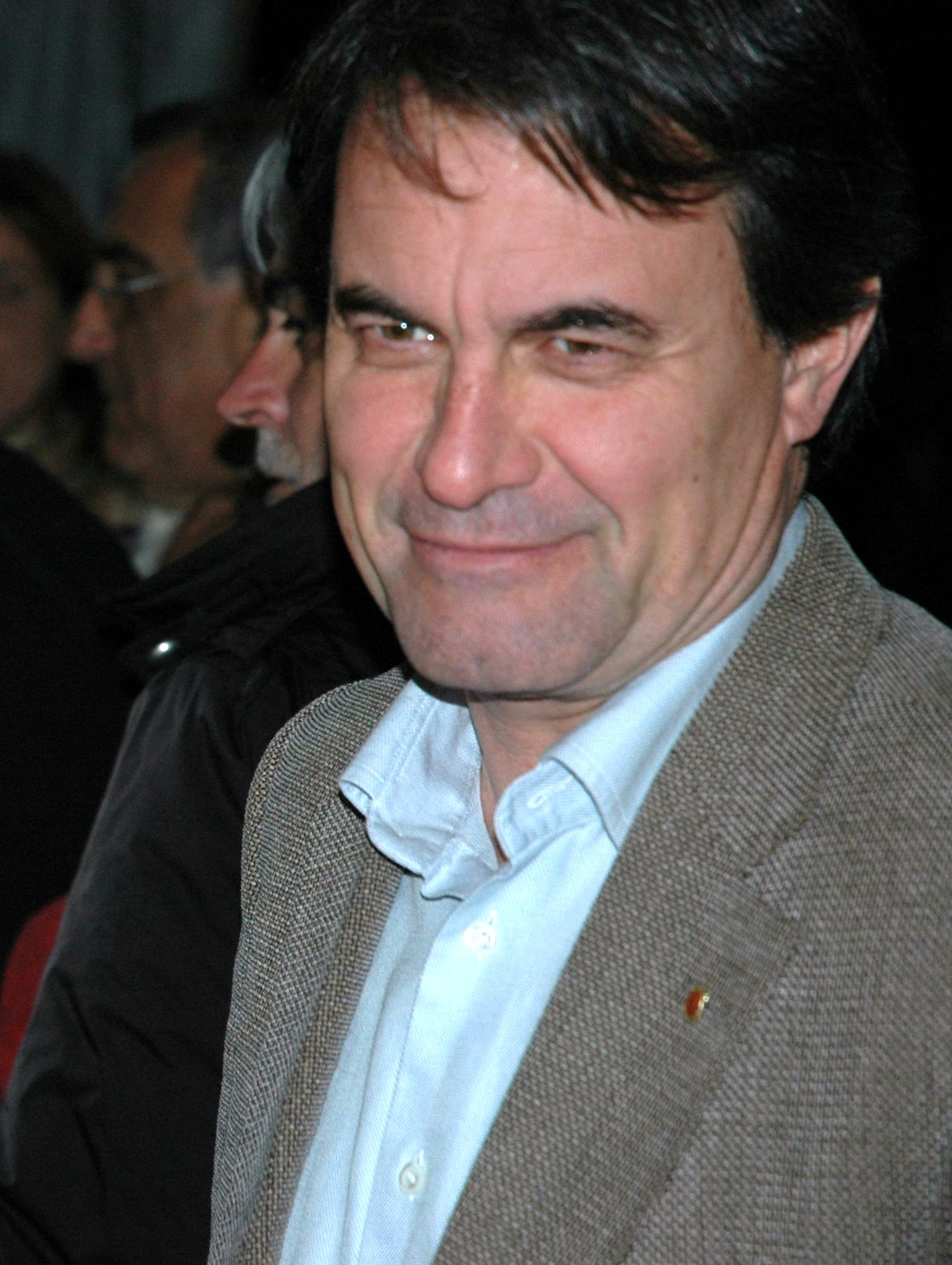
Artur Mas (CiU)
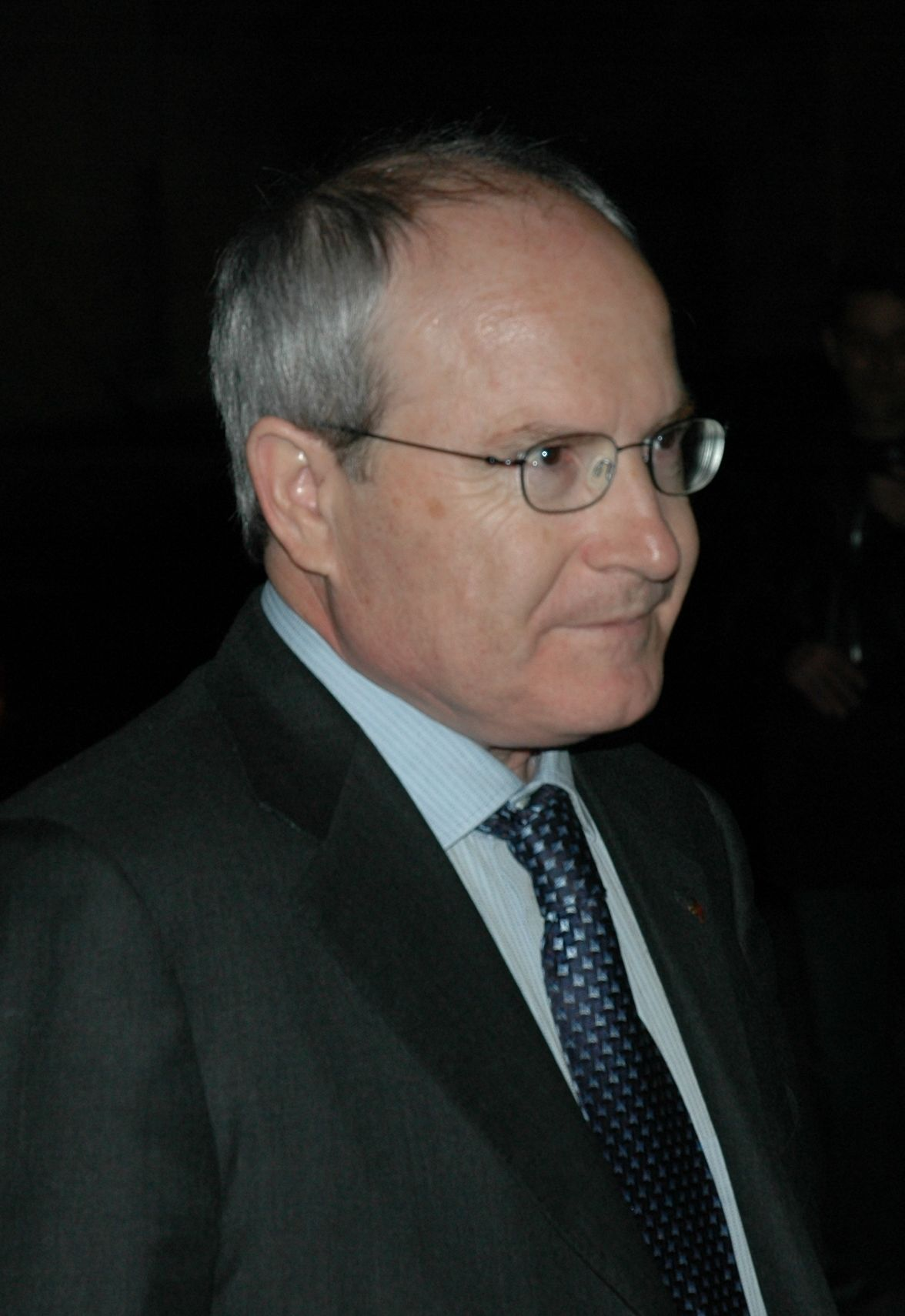
José Montilla (PSC)
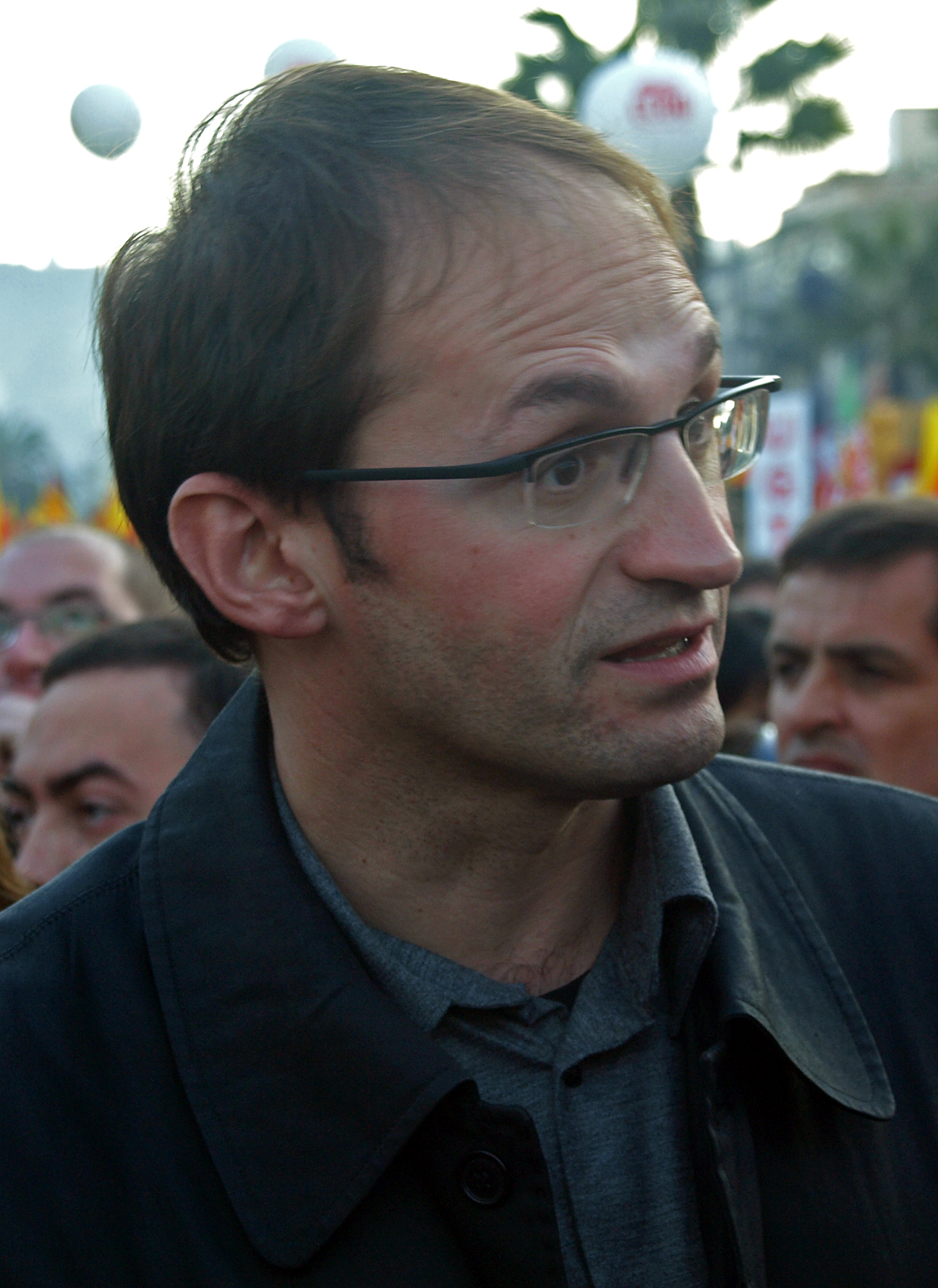
Joan Herrera i Torres (CV-EUiA)
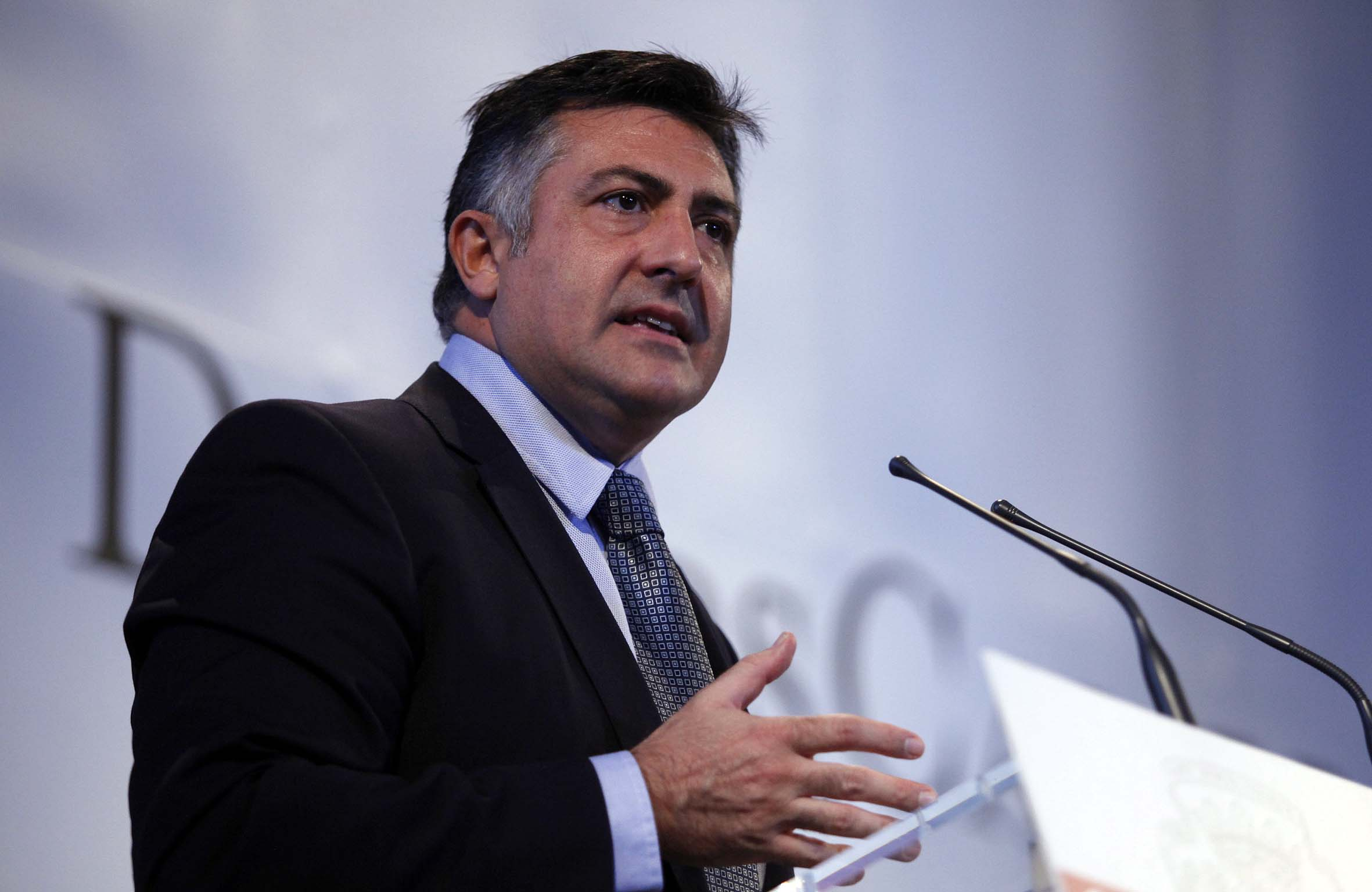
Joan Puigcercós i Boixassa (ERC)
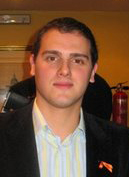
Albert Rivera (C’s)

## Wahlergebnisse

### Insgesamt
|  | Partei | Parteilisten- Stimmen | Stimmen in % (Änderung) | Stimmen in % (Änderung) | Sitze (Änderung) | Sitze (Änderung) |
|  | --- | --------------------- | ----------------------- | ----------------------- | ---------------- | ---------------- |
|  | Convergència i Unió (CiU) - Convergència Democràtica de Catalunya (CDC) - Unió Democràtica de Catalunya (UDC) | 1.198.010             | 38,47 %                 | +6,93 %                 | 62               | +14              |
|  | Partit dels Socialistes de Catalunya (PSC)                                                                    | 570.361               | 18,32 %                 | −8,49 %                 | 28               | −9               |
|  | Partit Popular de Catalunya (PPC)                                                                             | 384.019               | 12,33 %                 | +1,69 %                 | 18               | +4               |
|  | Iniciativa per Catalunya Verds–Esquerra Unida i Alternativa (ICV-EUiA)                                        | 229.985               | 7,39 %                  | −2,16 %                 | 10               | −2               |
|  | Esquerra Republicana de Catalunya (ERC)                                                                       | 218.046               | 7,00 %                  | −7,05 %                 | 10               | −11              |
|  | Solidaritat Catalana per la Independència (SI)                                                                | 102.197               | 3,28 %                  | +3,28 %                 | 4                | neu              |
|  | Ciutadans (C’s)                                                                                               | 105.827               | 3,40 %                  | +0,36 %                 | 3                | ±0               |
|  | Plataforma per Catalunya (PxC)                                                                                | 75.321                | 2,42 %                  | +2,42 %                 | ±0               | neu              |
|  | Reagrupament                                                                                                  | 39.922                | 1,28 %                  | +1,28 %                 | ±0               | neu              |
|  | Pirates de Catalunya                                                                                          | 6.489                 | 0,21 %                  | +0,21 %                 | ±0               | ±0               |
|  | Unión Progreso y Democracia (UPyD)                                                                            | 5.293                 | 0,17 %                  | +0,17 %                 | ±0               | neu              |
|  | Andere |                       |                         |                         |                  |                  |
|  | Insgesamt |                       | 100,0 %                 |                         | 135              |                  |

### Ergebnisse nach Wahldistrikten

#### Barcelona
|  | Partei | Parteilisten- Stimmen | Stimmen in % (Änderung) | Stimmen in % (Änderung) | Sitze (Änderung) | Sitze (Änderung) |
|  | --- | --------------------- | ----------------------- | ----------------------- | ---------------- | ---------------- |
|  | Convergència i Unió (CiU) - Convergència Democràtica de Catalunya (CDC) - Unió Democràtica de Catalunya (UDC) | 858.188               | 36,85 %                 | +6,97 %                 | 35               | +8               |
|  | Partit dels Socialistes de Catalunya (PSC)                                                                    | 445.448               | 19,12 %                 | −8,79 %                 | 18               | −8               |
|  | Partit Popular de Catalunya (PPC)                                                                             | 298.856               | 12,83 %                 | +1,69 %                 | 12               | +2               |
|  | Iniciativa per Catalunya Verds–Esquerra Unida i Alternativa (ICV-EUiA)                                        | 192.836               | 8,28 %                  | −2,14 %                 | 8                | −1               |
|  | Esquerra Republicana de Catalunya (ERC)                                                                       | 148.061               | 6,36 %                  | −6,28 %                 | 6                | −5               |
|  | Ciutadans (C’s)                                                                                               | 89.730                | 3,85 %                  | +0,3 %                  | 3                | ±0               |
|  | Solidaritat Catalana per la Independència (SI)                                                                | 72.090                | 3,1 %                   | +3,1 %                  | 3                | neu              |
|  | Plataforma per Catalunya (PxC)                                                                                | 57.569                | 2,47 %                  | +2,47 %                 | ±0               | neu              |
|  | Reagrupament                                                                                                  | 23,299                | 1 %                     | +1 %                    | ±0               | neu              |
|  | Unión Progreso y Democracia (UPyD)                                                                            | 4.537                 | 0,19 %                  | +0,19 %                 | ±0               | neu              |
|  | Andere |                       |                         |                         |                  |                  |
|  | Insgesamt |                       | 100,0 %                 |                         | 85               |                  |

#### Girona
|  | Partei | Parteilisten- Stimmen | Stimmen in % (Änderung) | Stimmen in % (Änderung) | Sitze (Änderung) | Sitze (Änderung) |
|  | --- | --------------------- | ----------------------- | ----------------------- | ---------------- | ---------------- |
|  | Convergència i Unió (CiU) - Convergència Democràtica de Catalunya (CDC) - Unió Democràtica de Catalunya (UDC) | 131.690               | 45,16 %                 | +6,9 %                  | 9                | +2               |
|  | Partit dels Socialistes de Catalunya (PSC)                                                                    | 41.498                | 14,23 %                 | −7,38 %                 | 3                | −1               |
|  | Esquerra Republicana de Catalunya (ERC)                                                                       | 26.828                | 9,20 %                  | −10,1 %                 | 2                | −2               |
|  | Partit Popular de Catalunya (PPC)                                                                             | 25.050                | 8,59 %                  | +1-41 %                 | 1                | ±0               |
|  | Iniciativa per Catalunya Verds–Esquerra Unida i Alternativa (ICV-EUiA)                                        | 14.057                | 4,82 %                  | −2,84 %                 | 1                | ±0               |
|  | Solidaritat Catalana per la Independència (SI)                                                                | 13.845                | 4,75 %                  | +4,75 %                 | 1                | neu              |
|  | Reagrupament                                                                                                  | 9.560                 | 3,28 %                  | +3,28 %                 | ±0               | neu              |
|  | Plataforma per Catalunya (PxC)                                                                                | 6.445                 | 2,21 %                  | +2,21 %                 | ±0               | neu              |
|  | Ciutadans (C’s)                                                                                               | 4.926                 | 1,69 %                  | +0,75 %                 | ±0               | ±0               |
|  | Unión Progreso y Democracia (UPyD)                                                                            | 222                   | 0,08 %                  | +0,08 %                 | ±0               | neu              |
|  | Andere |                       |                         |                         |                  |                  |
|  | Insgesamt |                       | 100,0 %                 |                         | 17               |                  |

#### Lleida
|  | Partei | Parteilisten- Stimmen | Stimmen in % (Änderung) | Stimmen in % (Änderung) | Sitze (Änderung) | Sitze (Änderung) |
|  | --- | --------------------- | ----------------------- | ----------------------- | ---------------- | ---------------- |
|  | Convergència i Unió (CiU) - Convergència Democràtica de Catalunya (CDC) - Unió Democràtica de Catalunya (UDC) | 86.525                | 46,93 %                 | +6,84 %                 | 9                | +2               |
|  | Partit dels Socialistes de Catalunya (PSC)                                                                    | 27.242                | 14,78 %                 | −7,15 %                 | 3                | ±0               |
|  | Partit Popular de Catalunya (PPC)                                                                             | 18.863                | 10,23 %                 | +1,14 %                 | 2                | +1               |
|  | Esquerra Republicana de Catalunya (ERC)                                                                       | 16.877                | 9,15 %                  | −8,62 %                 | 1                | −2               |
|  | Iniciativa per Catalunya Verds–Esquerra Unida i Alternativa (ICV-EUiA)                                        | 7.384                 | 4,01 %                  | −2,59 %                 | ±0               | −1               |
|  | Solidaritat Catalana per la Independència (SI)                                                                | 5.716                 | 3,10 %                  | +3,1 %                  | ±0               | neu              |
|  | Reagrupament                                                                                                  | 4.190                 | 2,27 %                  | +2,27 %                 | ±0               | neu              |
|  | Plataforma per Catalunya (PxC)                                                                                | 3.291                 | 1,79 %                  | +1,79 %                 | ±0               | neu              |
|  | Ciutadans (C’s)                                                                                               | 2.744                 | 1,49 %                  | +0,56 %                 | ±0               | ±0               |
|  | Unión Progreso y Democracia (UPyD)                                                                            | 88                    | 0,05 %                  | +0,05 %                 | ±0               | neu              |
|  | Andere |                       |                         |                         |                  |                  |
|  | Insgesamt |                       | 100,0 %                 |                         | 15               |                  |

#### Tarragona
|  | Partei | Parteilisten- Stimmen | Stimmen in % (Änderung) | Stimmen in % (Änderung) | Sitze (Änderung) | Sitze (Änderung) |
|  | --- | --------------------- | ----------------------- | ----------------------- | ---------------- | ---------------- |
|  | Convergència i Unió (CiU) - Convergència Democràtica de Catalunya (CDC) - Unió Democràtica de Catalunya (UDC) | 121.607               | 39,37 %                 | +6,89 %                 | 9                | +2               |
|  | Partit dels Socialistes de Catalunya (PSC)                                                                    | 56.173                | 18,18 %                 | −7,79 %                 | 4                | −1               |
|  | Partit Popular de Catalunya (PPC)                                                                             | 41.250                | 13,35 %                 | +2,56 %                 | 3                | +1               |
|  | Esquerra Republicana de Catalunya (ERC)                                                                       | 26,280                | 8,51 %                  | −9,15 %                 | 1                | −2               |
|  | Iniciativa per Catalunya Verds–Esquerra Unida i Alternativa (ICV-EUiA)                                        | 15.708                | 5,08 %                  | −1,44 %                 | 1                | ±0               |
|  | Solidaritat Catalana per la Independència (SI)                                                                | 10.546                | 3,41 %                  | +3,41 %                 | ±0               | neu              |
|  | Ciutadans (C’s)                                                                                               | 8.427                 | 2,73 %                  | +0,3 %                  | ±0               | ±0               |
|  | Plataforma per Catalunya (PxC)                                                                                | 8,016                 | 2,59 %                  | +2,59 %                 | ±0               | neu              |
|  | Reagrupament                                                                                                  | 2.873                 | 0,93 %                  | +0,93 %                 | ±0               | neu              |
|  | Unión Progreso y Democracia (UPyD)                                                                            | 446                   | 0,14 %                  | +0,14 %                 | ±0               | neu              |
|  | Andere |                       |                         |                         |                  |                  |
|  | Insgesamt |                       | 100,0 %                 |                         | 18               |                  |

Der Frauenanteil im neugewählten Parlament liegt bei 36 %.

## Nach der Wahl
Im Ergebnis konnten die bürgerlichen Parteien, insbesondere die CiU und in geringerem Maße auch die PPC an Stimmen hinzugewinnen. Hierzu mag auch beigetragen haben, dass sich die spanische Regierung in Madrid unter dem sozialistischen Ministerpräsidenten José Luis Rodríguez Zapatero aufgrund der schwelenden schweren Wirtschaftskrise in einem Popularitätstief befand. Die seit 2003 in Katalonien regierende 3-Parteienkoalition aus PSC, ERC und ICV-EUiA unter Führung des Sozialisten José Montilla musste deutliche Verluste hinnehmen und erhielt 48 statt bisher 70 Parlamentssitze. Montilla erklärte daraufhin seinen Rücktritt vom Amt des Präsidenten der Generalitat. Am 23. Dezember wurde der CiU-Vorsitzende Artur Mas mit 62 Stimmen der CiU bei 28 Enthaltungen der PSC zum Präsidenten der katalanischen Regionalregierung gewählt. Die CiU hatte zwar an Stimmen deutlich zulegen können, verfehlte aber mit 62 von 135 Sitzen die absolute Mehrheit, so dass sich die neue CiU-geführte Regierung nur auf eine Minderheit im katalanischen Parlament stützen konnte.